# Ruben Alterio
Pour les articles homonymes, voir Alterio.
Ruben Alterio est un artiste peintre argentin, né le 10 novembre 1949 à Buenos Aires et mort le 12 mars 2022 à Paris.

## Biographie
Ruben Alterio rentre dès l’âge de 13 ans à l'École nationale des Beaux-Arts. 
Après une période au Brésil où il travaille et expose il installe, en 1973, son atelier à Paris. Il se consacre alors pleinement à la peinture et fait connaître également ses œuvres sur papier. 
Son intérêt pour les diverses manifestations artistiques le conduit à collaborer aux happenings du groupe Urban Sax, participer aux représentations du Théâtre en Poudre, illustrer des livres de spectacles d'Alfredo Arias ainsi que pour les éditions Assouline. Il crée les décors et les costumes du ballet B.R.V. de Nicolas Le Riche ainsi que ceux du ballet Don Quichotte de Marie-Claude Pietragalla. Il a conçu également le décor du prochain Centre culturel de Neuilly sur Seine.
Il expose régulièrement en France et à l'étranger. Ses œuvres font partie de nombreuses collections publiques et privées.

## Expositions personnelles
- 2013- Théâtre des Sablons. Neuilly sur Seine
- 2012- Galerie Flora J. Paris
- 2011- Doh'Art Qatar
- 2010- Arthus Gallery. Bruxelles
- 2009 - 2007 : Galerie Le Feuvre. Paris
- 2009 : Galerie Laurent Strouk. Paris
- 2007 : Galerie I. Anchorena. Buenos Aires
- 2006 : Arthus Gallery. Bruxelles
- 2004 - 2003 - 2002 - 1996 : Galerie Flora J. Paris
- 2003 - 1999 - 1998 - 1994 : Galerie Le Monde de l'Art. Paris
- 2003 - 2002 - 1999 : Galerie Argentine. Ambassade d'Argentine. Paris
- 2001 : Ambassade de Belgique. Buenos Aires
- 2000 : Galerie Contempora. Buenos Aires
- 1997 - 1991 - 1990 : Galerie Bartsch et Chariau. Munich

## Catalogues
- 2012 : Galerie Flora J. Préface Philippa Jane Page
- 2009 : Galerie  Le Feuvre Rio de la Plata, préface Marc Lambron
- 2007 : Galerie  Le Feuvre Peintures, préface Ariel Wizman
- 1998 : Galerie Le Monde de l'Art Rêves Napolitains, préface Pascal Bonafoux
- 1994 : Galerie Le Monde de l'Art Peintures, préface Serge Bramly

## Expositions collectives
- 2012 : Maison d'Argentine. Paris
- 2010 : Unesco - Bicentenaire de l’Amérique Latine- Festival de la Diversité. Paris
- 2009 - 2008 : Fernelmont Contempory 2009 - Belgique
- 2008 : arteBA'08 - Buenos Aires
- 2006 : Mairie du 9e. Hommage à San Martin et A. Aguado
- 2006 : Fundation E.M.A - Christie's- Malba Museum. Buenos Aires
- 2006 : Galerie Flora J. Paris
- 2006 : Fondation E.M.A - Christie's Malba Museum Buenos Aires
- 2005 : El colectivo : Hommage à Julio Cortazar. El Sur. Paris
- 2004 : Arthus Gallery. Bruxelles. Argentinart
- 2003 : Fundation E.M.A - Christie's Malba Museum Buenos Aires
- 2003 : Observatoire de l'Argentine Contemporaine. Sénat. Paris
- 2002 : Art Chicago. États-Unis
- 2002 : « Tango » avec Ricardo Mosner. Conservatoire du IXe. Paris
- 2001 : International Art Expo. San Francisco
- 2000 : Galerie Contempora. Buenos Aires & Art Palm Beach. Floride

## Décors
- 2013 : Décors des espaces d'accueil du Théâtre des Sablons Neuilly sur Seine,

en collaboration avec Nicola Borella, architecte d'intérieur.
- 2010 : Grand Palais. Décor pour une mise en scène de Alfredo Arias pour Van Cleefs & Arpels. Paris
- 2003 : Scénographie Galeries Lafayette. Paris
- 2003 : Décors et costumes Don Quichotte. Chorégraphie de Marie-Claude Pietragalla. Opéra de Marseille
- 2001 : Décors et costumes Ballet de Nancy. Chorégraphie de Nicolas Le Riche
- 1996 : Décors et scénographie. Galeries Lafayette. Alfredo Arias. Paris

## Illustrations
- 1999 : Peines de cœur d'une chatte française Alfredo Arias. Paris
- 1992 : Voyage au bout du thé. Hôtel George V. Paris
- 1990 : Le thé dans l'encrier Éditions Aubier. Paris
- 1980 à 1990 : Illustrations et conception La Mode en Peinture. Prosper Assouline